# Hrycyky
Hrycyky (ukr. Грицики) – wieś na Ukrainie, w obwodzie chmielnickim, w rejonie chmielnickim, w hromadzie Krasiłów. W 2001 liczyła 327 mieszkańców.